# Evelina Ferbrache
Evelina "Maro" Birgitta Ferbrache, född Möller Pihl 3 januari 1996 i Norrköping, är en svensk barnskötare och sedan 2024 förbundsordförande för Sverok. 

## Biografi
Ferbrache engagerade sig i elevrörelsen som ordförande för Kungstensgymnasiets elevkår. Mellan 2016 och 2018 var hon engagerad i föreningen Fler Unga. År 2016 valdes hon in som ledamot i Sverok Östergötland, 2017 blev hon vice ordförande och 2018 ordförande, en uppgift som hon innehade till 2024. År 2018 var Ferbrache vice förbundsordförande i Sveroks förbundsstyrelse, år 2022-2023 ledamot innan hon 2024 valdes till ny förbundsordförande.
År 2017 låg hon på plats 66 på Makthavares lista över Unga Makthavare,  år 2018 på plats 85och 2022 på plats 72.